# Axel Nitz
Axel Nitz (* 26. Juni 1957 in Waldkirch) ist ein deutscher Komponist, Autor und Jazzmusiker.

## Leben
Axel Nitz begann seine Laufbahn als Saxophonist der Freiburger New-Wave-Band Dynamo 4-5-0. Von 1989 bis 1992 war er Mitglied der Hannoverschen Modern-Jazz-Formation Blue Rose und spezialisierte sich in dieser Zeit auf das Sopransaxophon. Von 1992 bis 1997 nahm er Kompositionsunterricht bei Peter E. Rompf, in dessen Ensemble für zeitgenössische Musik Prolatio er regelmäßig als Solist auftrat. 
Nach ersten Erfahrungen durch die Mitarbeit bei Tanz- und Kunstperformances wirkte Nitz von 1984 bis 1987 als Regieassistent am Theater Freiburg. Seit 1987 komponierte er über 50 Schauspielmusiken, u. a. für die Münchner Kammerspiele, das Bayerische Staatsschauspiel, Theater Augsburg, Nationaltheater Mannheim, Schauspiel Köln, Das Theater Erlangen, Theater Freiburg, Staatstheater Wiesbaden, Staatstheater Darmstadt. 
2008 inszenierte er als Schauspielregisseur den Monolog Brief an Orestes von Iakovos Kambanellis. Das Stück wurde mit der Schauspielerin Anina Jendreyko in Basel uraufgeführt und nach Thessaloniki und Athen eingeladen. Mit ihr erarbeitete er auch eine Textfassung des Romanes A&X von John Berger; die von ihm inszenierte deutschsprachige Erstaufführung fand 2016 an der Volksbühne Basel statt.
Seit 1993 übernahm er auch die Regie bei Liederabenden, Hörbüchern und Hörstücken. Seit 2000 realisiert er als Autor Hörstücke und Features für den SWR Baden-Baden und den BR München. 
Axel Nitz arbeitet auch als Bildender Künstler. Wie in seinen Kompositionen und seiner Beschäftigung mit dem Theater, nimmt in seinen visuellen Arbeiten das Wort, die Sprache und die menschliche Stimme in sogenannten Schreibzeichnungen eine zentrale Stellung ein. In seinen Begehbaren Partituren (u. a. zur Münchener Biennale 2002) sind die Grenzen zwischen Musik, Theater und Bildender Kunst aufgehoben. 
Seit 2003 lebt Axel Nitz in München.

## Uraufführungen (Auswahl)
- 2019 … vor dem Kreuz (Sprecher, 2 Singstimmen, Orgel und Keyboards, Schlagwerk), St. Paul, München
- 2017 Inscriptions (4 Sprech-, Singstimmen, Trommel, Viola), Streitfeld Projektraum, München
- 2017 Das Floß der Medusa (Musik zu einer Performance zum Aschermittwoch der Künstler, für Stimmen und live-Elektronik), Dom zu Unserer Lieben Frau, München
- 2015 5 Orazioni di San Filippo Neri (Singstimme, Saxophon, Orgel, Violoncello), St. Paul, München
- 2014 Nathan der Weise, Filmmusik zum Stummfilm von Manfred Noa (Keyboards, Blasinstrumente, Viola, Violoncello), St. Paul, München
- 2013 Il Pianto di Maria (für Singstimme, Sopransaxophon, Keyboards und Violoncello), St. Paul, München
- 2010	9 Anagramme von Unica Zürn (für zwei Singstimmen), 2 gestische Etüden Kulturzentrum Giesinger Bahnhof, München
- 2009	3 Gedichte von Michelangelo (für Sopran und Countertenor), Diözesanmuseum Freising
- 2006 	hÖr-Gespieltes 2 (für Sopran, Schlagwerk, Kontrabass und Blasinstrumente), Kulturwerkstatt Haus 10, Fürstenfeldbruck
- 2006	Vergehen und Neubeginn, Klanginstallation in der Kirche St. Nikolaus, Rosenheim
- 2005   Paul Klee: Bilder (für Streichquartett mit Sopran), Zentrum Paul Klee, Bern
- 2004   Skizze über Sarah Kanes »4.48 Psychose« (für sechs Stimmen), Forum Neues Musiktheater/Staatsoper Stuttgart
- 2003	Ohne Titel (begehbare Partitur, Wortcollagen), Westend-Studios München
- 2002: Ohne Titel (begehbare Partitur), Biennale München
- 1999: Proszenium: Podium (für Sprecherin und Chor), Galerie Invetro, Hannover
- 1999: Variation ohne ein Thema (Text: R. D. Brinkmann), Münchener Gesellschaft für Neue Musik, Kulturzentrum Einstein, München
- 1997: 5 Actor’s Songs (fünf Sonette von W. Shakespeare für Singstimme und Klavier) Kammermusiksaal der Musikhochschule Hannover
- 1995: Bildbeschreibungen (Texte: A. Robbe-Grillet, Peter Handke, Thomas Bernhard), Galerie Invetro, Hannover
- 1994: 20 Miniaturen, Goethe-Institut Paris
- 1993: Combray, (Sprechstück nach einem Textbeginn von Marcel Proust), Wissenschaftsladen Hannover
- 1993: Gilgamesch – Der KönICH, der nicht sterben wollte (für Tanzensemble, Chor, Live-Elektronik, Blasinstrumente u. Perkussion), Commedia Futura, Eisfabrik Hannover
- 1990: Nachspiel. Im Himmel (Singspiel, Text: Thomas Brasch), Nationaltheater Mannheim/Studio Werkhaus
- 1989: Überqueren I und Überqueren II, Fabrikhalle Nordstadt, Hannover; Mary Wigman-Gesellschaft, Bremer Tanzherbst
- 1989: Die Wirbelsäulenflöte (Musiktheater, Text: Wl. Majakowskij), Theater im Künstlerhaus Hannover
- 1985: Smile (Musiktheater in sieben Teilen), Theatercafé Freiburg
- 1984: Sephora (Musiktheater), Theatersaal der alten Universität Freiburg
- 1983: Fahrhabe (Text: Peter Stobbe), Badischer Kunstverein Karlsruhe